# Jan Zavřel
Jan Zavřel (5. května 1879, Třebíč – 3. června 1946, Brno) byl český zoolog a entomolog, děkan Přírodovědecké fakulty Masarykovy univerzity, ředitel zoologického ústavu na téže fakultě a rektor Masarykovy univerzity mezi lety 1933 a 1934.

## Biografie
Narodil se v roce 1879 v Třebíči, jeho otcem byl pedagog a přírodovědec František Zavřel. Jan Zavřel vystudoval Gymnázium v Třebíči a následně mezi lety 1898 a 1903 vystudoval Filozofickou fakultu Univerzity Karlovy v Praze. V letech 1903 a 1904 působil jako pedagog na reálce v pražských Holešovicích a následně mezi lety 1904 a 1909 pak působil jako pedagog na zemské reálce v Hodoníně. Od roku 1909 do roku 1919 pak působil na gymnáziu v Hradci Králové a posléze do roku 1920 učil na státní reálce v Praze-Podskalí. V roce 1920 začal působil na Masarykově univerzitě, kde založil zoologický ústav při Přírodovědecké fakultě. Postupně se stal v letech 1924/1925 a 1936/1937 také děkanem fakulty a ve školním roce 1933/1934 pak byl zvolen i rektorem Masarykovy univerzity.
Zemřel roku 1946 v Brně a byl pohřben na městském Ústředním hřbitově.

## Dílo
Byl žákem pražského zoologa František Vejdovský, při studiu na pražské fakultě vystudoval přírodní vědy, ale také aprobaci matematika-fyzika. Stabilně se věnoval anatomii, morfologii a systematiky hmyzu, primárně čeledi pakomárovitých. Působil jako redaktor časopisu Naše věda, redigoval časopis Práce Moravské přírodovědecké společnosti. Byl členem České akademie věd a umění, Královské české společnosti nauk, Masarykovy akademie práce, Národní rady badatelské, Moravské přírodovědecké společnosti, Přírodovědeckého klubu v Brně, Biologické společnosti v Brně, Šafaříkovy učené společnosti v Bratislavě, Československé společnosti entomologické a Spolku Kounicovy studentské koleje českých vysokých škol v Brně. Vědecká práce byla ceněna v mezinárodní sféře, jeho jménem bylo pojmenováno několik druhů, ale i dva rody pakomárů – Zavřelia a Zavřeliella.